# Tell

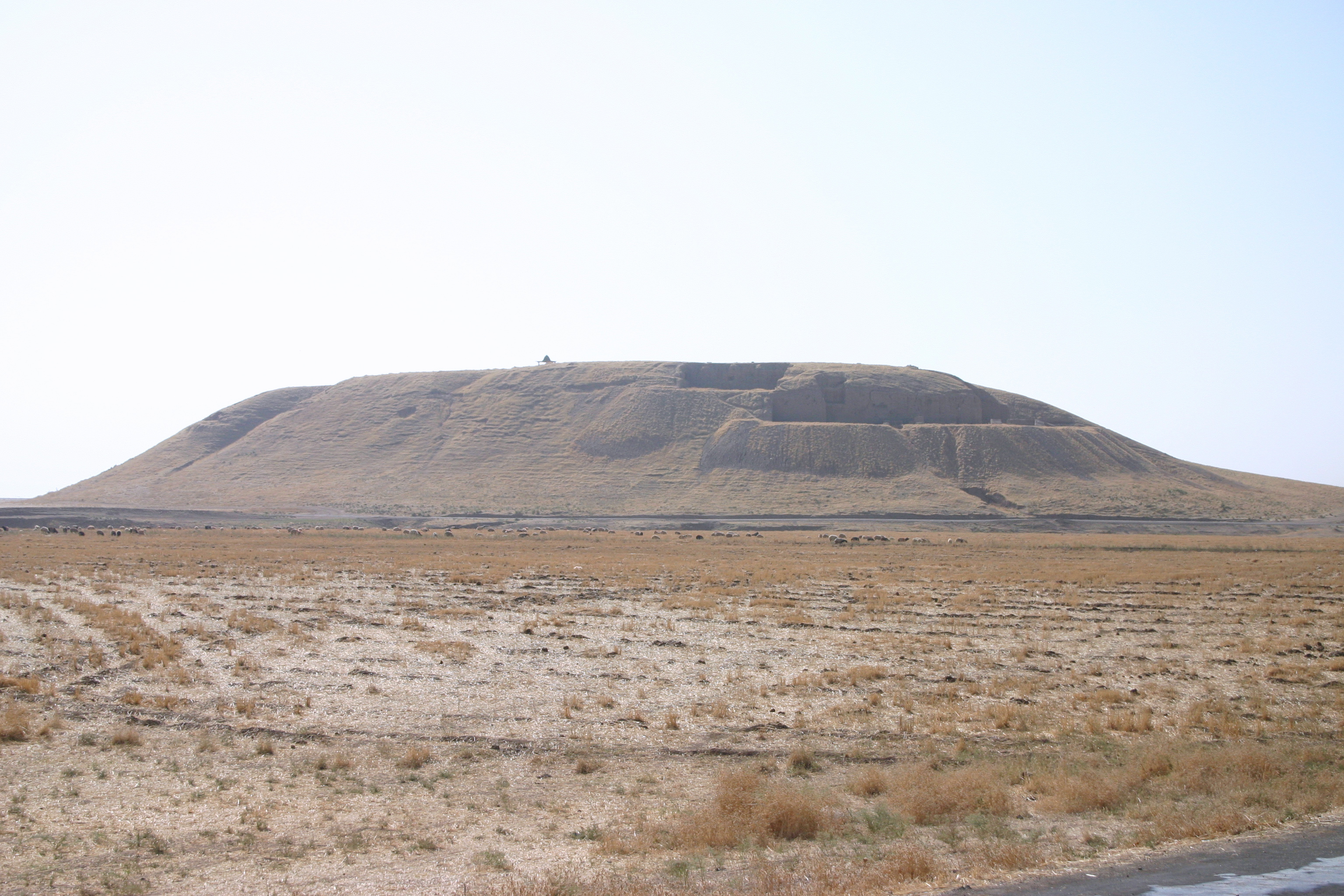
Widok Tell Barri (północno-wschodnia Syria) od zachodu

Tell, także tall – typ stanowiska archeologicznego, utworzonego z nawarstwiających się wskutek długotrwałego osadnictwa, szczątków osad ludzkich. 
Po raz pierwszy zjawisko akumulacji poziomów stratygraficznych osadnictwa ludzkiego na stanowisku tego typu zostało zauważone przez Heinricha Schliemanna i Wilhelma Dörpfelda podczas prac wykopaliskowych w Troi w latach 70. i 80. XIX wieku. Pierwsze naukowe metody prac wykopaliskowych na tego typu stanowisku opracowali William Flinders Petrie i Frederick J. Bliss podczas wykopalisk w Tell el-Hesi w latach 1890–1892.

## Nazwa
Nazwa, związana z charakterystyczną formą stanowisk, jest pochodzenia semickiego i oznacza ‛wzgórze’ lub ‛kopiec’ (arab. ‏تَلّ‎ tall, hebrajskie tel) lub pochodzi z dialektu babilońskiego, w którym słowo tillu oznaczało ‛rumowisko’.
Przedrostek tell występuje czasem jako fragment nazwy miejscowości np. Tel Awiw. Współczesne miasta nie są już jednak położone na tellach, choć często w ich pobliżu. Czasem jednak określenie pojawia się, pomimo że pobliskie stanowiska nie są tellami. Przykładem jest miasto Amarna w środkowym Egipcie, nazywane Tall al-Amarna. W południowo-zachodnich rejonach Azji na określenie tellów używa się terminów: tepe, toprak, lub kale.

## Struktura
Kopiec składa się z wielu nakładających się jednostek stratygraficznych. W pierwszej fazie – przed powstaniem kopca, naturalne wzniesienie było zamieszkiwane przez ludzi. Na przestrzeni lat kolejne osady ulegały zniszczeniu i poszczególne gruzowiska tworzyły warstwy wypiętrzającego się wzgórza. Ze względu na charakterystyczną morfologię, najczęściej stosowaną metodą odnajdywania tellów jest penetracja lotnicza.
Na tellach najczęściej występowały ciasno zagęszczone osady. Zabudowa wykonana była głównie z cegły mułowej oraz bloków kamiennych. Osady te podczas użytkowania ulegały częściowemu niszczeniu, a kolejne budowle powstawały na gruzach poprzednich, co powodowało podnoszenie się całego terenu. W czasie przerw w osadnictwie szczątki zabudowy często ulegały zasypaniu przez piaski pustyni lub rozmywaniu przez deszcze. Ze względu na istnienie wielu warstw stratygraficznych, na stanowiskach typu tell rzadko stosuje się sztywną siatkę wykopów kwadratowych. Jedną z powszechnie przyjętych metod jest wykop schodkowy z szeroką płaszczyzną górną, która w miarę obniżania się wykopu zamienia się w serię dużych stopni.
Rozmiary telli wahają się od 30 m do 1 km średnicy i od 1 m do ponad 43 m wysokości. Do najwyższych należy Tell Brak w Syrii.

## Występowanie
Ten typ stanowisk charakterystyczny jest przede wszystkim dla Bliskiego Wschodu, gdzie dopatruje się ich ponad 50 tysięcy. Duża liczba występujących w tym regionie tellów związana jest (obok licznego występowania pierwotnych kultur epipaleolitu, neolitu i młodszych) z półsuchym klimatem, który najlepiej sprzyja powstawaniu kopców osadniczych. Telle są świadectwem wysoko rozwiniętego osadnictwa w czasach prehistorycznych. Występują od Doliny Indusu na wschodzie po południowo-wschodnią Europę na zachodzie.